# Jules-César Ducommun
Pour les articles homonymes, voir Ducommun.
Jules-César Ducommun, né le 28 juillet 1829 à Genève et mort en 1892 à Berne, est un homme politique, botaniste et naturaliste suisse.

## Éléments biographiques
Jules-César Ducommun est né le 28 juillet 1829 à Genève.
À la suite de l'annexion de la Savoie par le Traité de Turin en 1860, il participe, avec le député radical genevois John Perrier, aux tentatives de soulèvement pour rattacher la Savoie à la Suisse,. Alors secrétaire du bureau des étrangers, il conduit une délégation armée suisse de Genève à Bonneville où il tente en vain de rallier les habitants à sa cause.
Il est professeur de français à l'école cantonale Soleure à partir de 1866 ; il herborise en Valais et publie en 1869 une flore de Suisse.
Il devient ensuite traducteur à la Chancellerie fédérale et traduit notamment des traités vétérinaires publiés en allemand.
Il meurt en 1892 à Berne.

## Herbier
L'année suivant son décès, son herbier a été acheté par le Musée botanique cantonal de Lausanne.
Une partie de sa collection de plantes européennes a été donnée à l'herbier de l'université fédérale de Rio de Janeiro. Des spécimens récoltés par Ducommun se trouvent également à l'herbier des Conservatoire et jardin botanique de Genève, ainsi qu'à l'herbier de l'Université de Göttingen.

## Œuvres
- Jules-César Ducommun, Une excursion au Mont-Blanc, Genève, Vaney, 1858, 31 p. (lire en ligne).
- Jules-César Ducommun, Taschenbuch für den Schweizerischen Botaniker, Solothurn, 1869, 1024 p.

## Hommages
Parmi les plantes dénommées en son honneur :
- (Asteraceae) Taraxacum ducommunii Soest (nl)[9].